# Karl Frank (Politiker, 1900)
Karl Ludwig Frank (* 9. August 1900 in Heidelberg; † 3. Mai 1974 in Ludwigsburg-Hoheneck) war ein deutscher Jurist, Manager und Politiker (NSDAP, später FDP/DVP).

## Leben und Beruf
Karl Ludwig Frank war der Sohn der Kaufmanns Robert Frank. Nach dem Abitur nahm Frank ein Studium der Rechts- und Staatswissenschaften auf, das er mit der Promotion zum Dr. jur. abschloss. Er wurde als Rechtsanwalt zugelassen, trat 1923 in den badischen Justiz- und Verwaltungsdienst ein und war 1926/27 im Reichsministerium des Innern tätig. Ab 1948 arbeitete er als Rechtsanwalt in Ludwigsburg. Von 1960 bis 1967 war er Vorstandsvorsitzender der Energie-Versorgung Schwaben AG und von 1968 bis 1974 Aufsichtsratsvorsitzender der Bausparkasse der Gemeinschaft der Freunde Wüstenrot (GdF). Gleichzeitig gehörte er dem Aufsichtsrat zahlreicher Banken, Industrieunternehmungen sowie Anlage- und Investmentgesellschaften an. Außerdem war er von 1952 bis 1972 Präsident der württembergischen Verwaltungs- und Wirtschaftsakademie (VWA).

## Politik
Karl Frank amtierte von 1927 bis 1931 als Bürgermeister der Stadt Eberbach und von 1931 bis 1945 als Oberbürgermeister der Stadt Ludwigsburg. Er wurde mit den Stimmen von SPD, KPD und weiteren linksgerichteten Gruppierungen in das Amt des Oberbürgers in Ludwigsburg gewählt. Er konnte sich damit gegen den nationalsozialistischen Kandidaten durchsetzen und durfte auch nach der Machtübernahme der NSDAP im Amt verbleiben.
Zum 1. Mai 1937 trat er der NSDAP bei (Mitgliedsnummer 5.645.492). 1939 bezog Frank die von der Kommune arisierte Villa Frischauer, nachdem die jüdische Eigentümerfamilie vertrieben worden war. Vier Familienmitglieder wurden Opfer des Holocaust.
Die Entnazifizierung erfolgte in zwei Instanzen. In erster Instanz war er von der Spruchkammer Ludwigsburg zunächst als „Minderbelastet“ verurteilt worden, wogegen der öffentliche Ankläger in Berufung gegangen war, um ein verschärftes Urteil zu erwirken. Am 11. März 1948 wurde er von der Berufungskammer in Stuttgart dann jedoch lediglich in der zweitgeringsten Stufe, als „Mitläufer“ eingestuft.
Es wurde Frank besonders zugutegehalten, dass er keine Vorteile aus seiner Parteimitgliedschaft in der NSDAP gezogen hatte.
Er hielt sich streng an die Gesetzgebung und verhinderte nationalsozialistische Vorhaben, die nicht durch Gesetze abgedeckt waren. Was durch erlassene NS-Gesetze gedeckt war, milderte er in größtmöglichem Maß ab oder zögerte die Umsetzung so lange wie möglich durch mehrmalige Nach- und Rückfragen bei verschiedenen Stellen hinaus. Oft wurden die Maßnahmen dann letztlich fallen gelassen.
Äußerlich trat er als treuer Nationalsozialist auf und konnte so die Leitung der Stadt Ludwigsburg erhalten. Besonders zum Kriegsende hin, gelang es ihm noch größeres Leid von seiner Stadt abzuwenden. Er erreichte, das Ludwigsburg als Lazarettstadt eingestuft wurde. Somit konnte Ludwigsburg aus der Verteidigungslinie der Wehrmacht herausgenommen und kampflos ohne weitere sinnlose Menschenopfer an die einrückenden französischen und später die amerikanischen Truppen übergeben werden.
Nach dem Zweiten Weltkrieg trat er wieder in die Demokratische Volkspartei (DVP) ein, die 1948 mit anderen liberalen Verbänden zur FDP/DVP fusionierte und seit 1952 der Landesverband der FDP Baden-Württemberg ist. Seit 1953 war er Vorsitzender des FDP-Finanzausschusses. Frank wurde am 11. Januar 1951 als Finanzminister in die von Ministerpräsident Reinhold Maier geführte Regierung des Landes Württemberg-Baden berufen und nach der Gründung Baden-Württembergs am 25. April 1952 als Finanzminister in dessen Regierung übernommen. Auch in den folgenden Landesregierungen der Ministerpräsidenten Gebhard Müller und Kurt Georg Kiesinger verblieb er im Amt des Finanzministers. Am 23. Juni 1960 wurde er in dieser Funktion von Hermann Müller abgelöst. Von 1952 bis 1964 war er Mitglied des baden-württembergischen Landtages. 1959 wählte ihn der Landtag zum Mitglied der dritten Bundesversammlung, die Heinrich Lübke zum Bundespräsidenten wählte.

## Sonstiges Engagement
Von 1961 bis 1974 war er Mitglied des Beirats der Friedrich-Naumann-Stiftung. Frank war von 1967 bis 1969 Vorsitzender der Gesellschaft für die Freiheit – Freunde und Förderer der Friedrich-Naumann-Stiftung.

## Ehrungen
- Ehrendoktorwürde (Dr. h. c.)
- Ehrensenator der Eberhard Karls Universität Tübingen, 1960
- Ehrensenator der Universität Stuttgart
- Ehrenbürgerschaft der Stadt Ludwigsburg, 1966